# رئیس دانشگاه

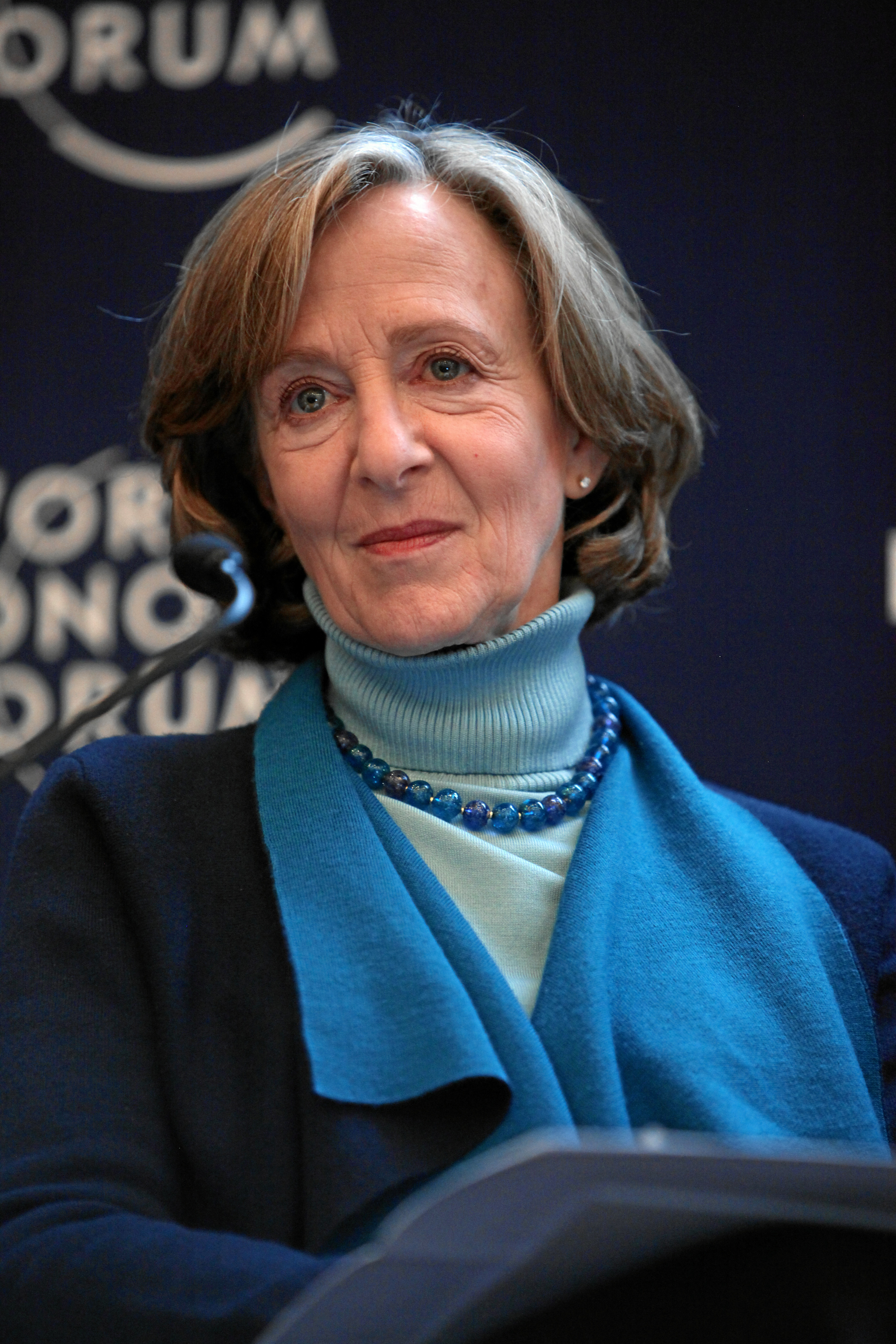
سوزان هاکفیلد، رئیس پیشین دانشگاه MIT

رئیس دانشگاه بالاترین مقام اجرایی یک دانشگاه است.
مسولیتهای یک رئیس دانشگاه از کشور به کشور، و از دانشگاه به دانشگاه متفاوت است. به‌طور مثال، در ایران، روسای دانشگاه مقاماتی انتصابی هستند، درحالیکه در کشورهای غربی اغلب این مقام از طرف خود دانشگاه انتخاب و نامزد می‌شود. در برخی دانشگاه‌های آمریکا، دانشجویان قدرت عزل رئیس دانشگاه را دارند.
در ایران ریاست دانشگاه بالاترین مقام در دانشگاه است که با پیشنهاد وزیر علوم، تحقیقات و فناوری و تصویب شورای عالی انقلاب فرهنگی برای دوره چهار ساله به این مقام منتصب می‌شود که زمان این دوره در صورت موافقت افزایش می‌یابد.
تمامی معاونتها، ادارات و دفاتر دانشگاه زیر نظر ریاست عالی دانشگاه مدیریت می‌شوند.

## ریاست دانشگاه در ایران

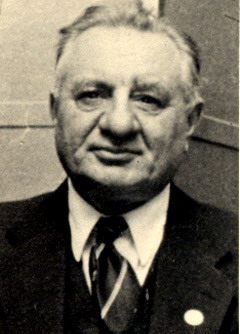
علی اصغر حکمت، اولین رئیس دانشگاه تهران

در دوران وزارت مصطفی معین بر وزارت علوم برای مدتی تعیین رئیس دانشگاه به اعضای هیئت علمی هر دانشگاه واگذار شد. اما با تغییر دولت و آغاز دوره وزارت محمدمهدی زاهدی اوضاع به روال سابق بازگشت و رؤسای دانشگاه مجدداً از سوی وزیر علوم انتخاب می‌شوند.